# اسپرینگ کریک (داکوتای جنوبی)
اسپرینگ کریک(به انگلیسی: Spring Creek) شهری در ایالت داکوتای جنوبی کشور ایالات متحده آمریکا است که جمعیت آن در سرشماری سال ۲۰۱۰ میلادی، ۲۶۸ نفر بوده‌است.